# Polynoncus gemmingeri
Polynoncus gemmingeri är en skalbaggsart som beskrevs av Edgar von Harold 1872. Polynoncus gemmingeri ingår i släktet Polynoncus och familjen knotbaggar. Inga underarter finns listade i Catalogue of Life.